# Animal Collective
Animal Collective é uma banda norte-americana experimental originária de Baltimore, Maryland. Apesar de sua música ser considerada uma mistura de psicodelia e folk, seus álbuns abordam uma grande variedade de estilos e ideias, dificultando sua categorização. Alguns álbuns do Animal Collective não contam com a participação de todos os seus membros.
O grupo adotou o nome Animal Collective a partir do quarto álbum, Here Comes the Indian, com a entrada de Deakin. Desde então eles reúnem-se em Nova Iorque para trabalhar, já que os seus membros residem, atualmente, em diferentes países. Seu disco Merriweather Post Pavilion, lançado em 2009, foi aclamado pela critica internacional.
Algumas vezes são relacionados a cena  New Weird America, porém, embora façam uso de alguns elementos musicais comuns ao freak folk, não fazem parte deste gênero musical especificamente, sendo sua música quase inclassificável.

## Membros

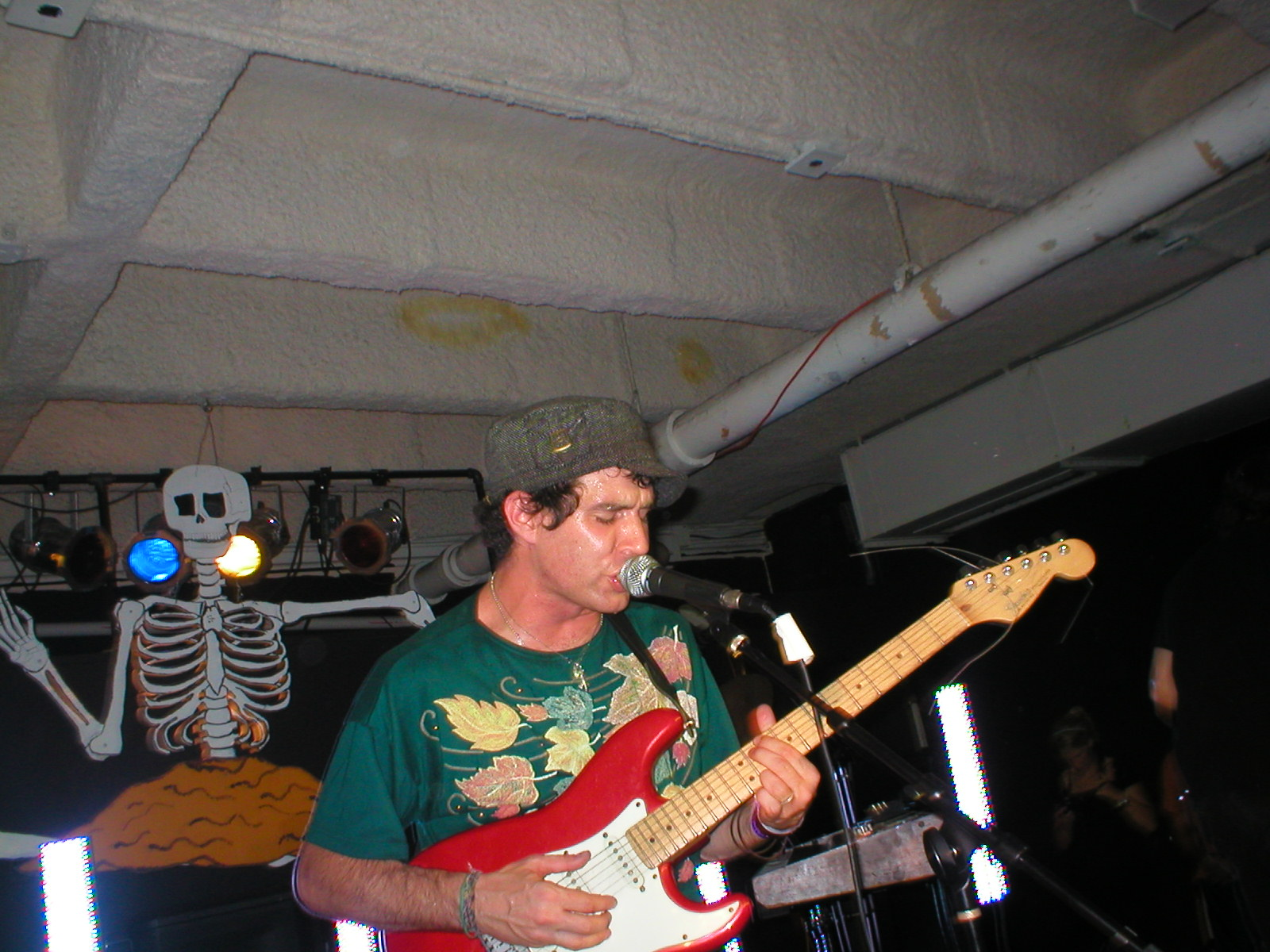
Avey Tare (David Portner)
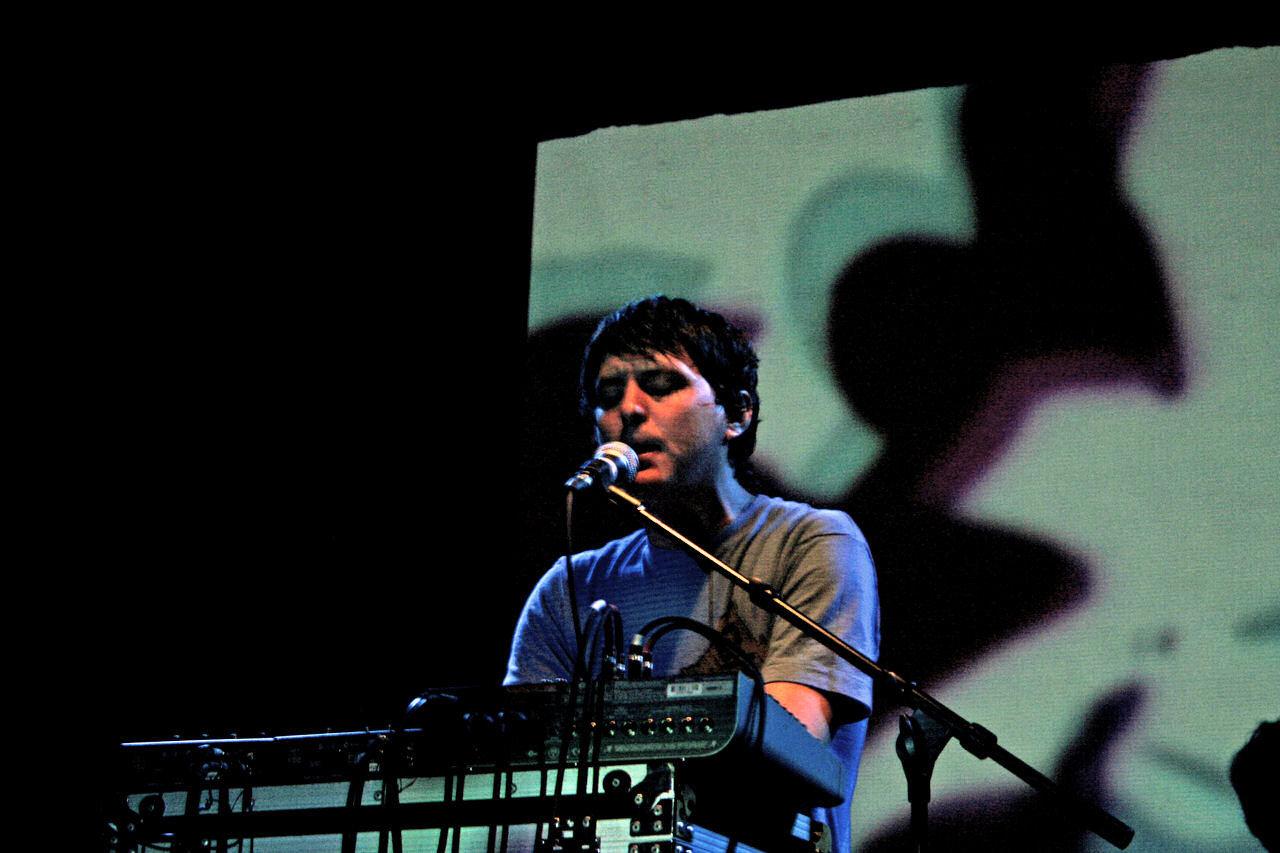
Panda Bear (Noah Lennox)
Deakin (Josh Dibb)
Geologist (Brian Weitz)

## Discografia

### Álbuns
- Danse Manatee (2001, Catsup Plate) - Avey Tare, Panda Bear, Geologist
- Hollinndagain (2002, St. Ives) - Avey Tare, Panda Bear, Geologist
- Here Comes the Indian (2003, Paw Tracks) - Avey Tare, Panda Bear, Deakin, Geologist
- Campfire Songs (2003, Catsup Plate) - Avey Tare, Panda Bear, Deakin
- Sung Tongs (2004, Fat Cat) - Avey Tare, Panda Bear
- Feels (2005, Fat Cat) - Avey Tare, Panda Bear, Deakin, Geologist
- Strawberry Jam (2007, Domino) - Avey Tare, Panda Bear, Deakin, Geologist
- Merriweather Post Pavilion (2009, Domino) - Avey Tare, Panda Bear, Geologist
- Centipede Hz (2012), (Domino) - Avey Tare, Panda Bear, Deakin, Geologist
- Painting With (2016), (Domino) - Avey Tare, Panda Bear, Geologist
- Time Skiffs (2022), (Domino)

### EPs
- Prospect Hummer, extended play com Vashti Bunyan (2005, Fat Cat) - Avey Tare, Panda Bear, Deakin, Geologist (na faixa 'Baleen Sample')
- People (2006, Spunk!; 2007, Fat Cat) - Avey Tare, Panda Bear, Deakin, Geologist
- Water Curses (2008, Domino) - Avey Tare, Panda Bear, Geologist
- Fall Be Kind (2009, Domino) - Avey Tare, Panda Bear, Geologist
- Keep + Animal Collective (2011)
- Transverse Temporal Gyrus (2012)
- Monkey Been To Burn Town (2013)
- The Painters (2017)
- Meeting of the Waters (2017)
- Bridge to Quiet (2020)

### Compilações
- Spirit They're Gone, Spirit They've Vanished / Danse Manatee (2003,FatCat)
- Animal Crack Box (2009,Catsup Plate)

### Singles
- "Who Could Win a Rabbit" (2004,FatCat)
- "Grass" (2005,FatCat)
- "The Purple Bottle" (2006,White Label)
- "Peacebone" (2007,Domino Records)
- "Fireworks" (2007,Domino Records)
- "My Girls" (2009,Domino Records)
- "Summertime Clothes" (2009,Domino Records)
- "Brother Sport" (2009, Domino Records)
- "Honeycomb/ Gotham" (2012)
- "Today's Supernatural" (2012)
- "Applesauce" (2012)
- "FloriDada" (2015)
- "Lying in the Grass" (2016)
- "Golden Gal" (2016)
- "Gnip Gnop / Hounds of Barrio" (2016)